# Perry (Ohio)
Perry è un villaggio degli Stati Uniti d'America, situato nello stato dell'Ohio, nella contea di Lake.